# Инспектор Джордж Джентли
«Инспектор Джордж Джентли» (англ. Inspector George Gently) — британский детективный телесериал производства Company Pictures, выпущенный для телеканала BBC One. В основе сюжета — уголовные дела, расследуемые полицией на северо-востоке Англии в 1960-х годах. Сериал создан по мотивам цикла романов «Инспектор Джентли» писателя Алана Хантера.
Ведущий сценарист и исполнительный продюсер — Питер Фланнери. Главные роли играют Мартин Шоу, изобразивший одноимённого старшего инспектора, и Ли Инглби, в качестве его помощника — детектива сержанта Джона Бахуса.
Премьера состоялась 8 апреля 2007 года, собрав аудиторию в 5,9 млн человек; 16 сентября 2012-го вышла финальная серия пятого сезона, которую посмотрели 4,3 миллиона зрителей. Сериал был продлён на шестой сезон с четырьмя эпизодами, в которых освещены события 1969 года. Его премьера состоялась 6 февраля 2014 года; рейтинг финальной серии, показанной 27 февраля, достиг 5,6 млн зрителей. В августе 2014-го начались съёмки четырёх серий седьмого сезона; их показ прошёл в апреле-мае 2015 года. Финальный, восьмой сезон сериала, состоит из двух эпизодов: 1 серия под названием «Gently Liberated» вышла 21 мая 2017; дата выхода 2 серии — «Gently and the New Age» — 30 октября 2017.

## Сюжет
Старший инспектор Скотланд-Ярда Джордж Джентли, ветеран Второй мировой войны, известен своей борьбой против бандитизма и коррупции. После того как его жена Изабелла была убита отъявленным гангстером Джо Вебстером, Джентли решил уйти на пенсию. Но когда он услышал об убийстве в Нортумберленде, по стилю похожем на дело рук Вебстера, инспектор решил повременить с отставкой ради расследования этого последнего дела.
В паре с местным детективом Джоном Бахусом он выслеживает Вебстера, в то же время пытаясь удержать молодого и амбициозного напарника от неверных поступков. В итоге этого расследования Джордж Джентли решает продолжить службу, возглавив полицейский департамент уголовного розыска в графствах Нортумберленд и Дарем. Хроника событий с первого по пятый сезон затрагивает 1964—1968 годы.
Пилотная серия основана на сюжете романа Gently Go Man, опубликованном в 1961 году. Однако по словам Питера Фланнери, в дальнейшей работе из книжного цикла было заимствовано по-минимуму, при этом персонажи Бахуса и Чайны придуманы специально для сериала, как и выбор северо-востока Англии в качестве основного места повествования.

## В ролях
- Мартин Шоу — Джордж Джентли, старший инспектор полиции
- Ли Инглби — Джон Бахус, детектив сержант
- Саймон Хабборд — Тэйлор, констебль
- Том Хатч — Том Рейнолдс, констебль
- Тони Рор — Чайна Мэйтс, осведомитель и друг Джентли[13]
- Мелани Кларк Пуллен — Лиза, жена Бахуса
- Лиза Макгриллс — Рейчел Коулс, констебль

## Выход серий
| Сезон | Сезон | Эпизоды | Оригинальная дата показа | Оригинальная дата показа |
| Сезон | Сезон | Эпизоды | Премьера сезона          | Финал сезона             |
| ----- | ----- | ------- | ------------------------ | ------------------------ |
|       | Пилот | 1       | 8 апреля 2007            | 8 апреля 2007            |
|       | 1     | 2       | 13 июля 2008             | 20 июля 2008             |
|       | 2     | 4       | 3 мая 2009               | 24 мая 2009              |
|       | 3     | 2       | 26 сентября 2010         | 3 октября 2010           |
|       | 4     | 2       | 4 сентября 2011          | 11 сентября 2011         |
|       | 5     | 4       | 26 августа 2012          | 16 сентября 2012         |
|       | 6     | 4       | 6 февраля 2014           | 27 февраля 2014          |
|       | 7     | 4       | 29 апреля 2015           | 20 мая 2015              |
|       | 8     | 2       | 21 мая 2017              | 30 октября 2017          |

Выпуском сериала «Джордж Джентли» на DVD для региона 2 занимается компания Acorn Media UK.